# Vicomtesse de Chamilly
Madame la Vicomtesse de Chamilly est le pseudonyme collectif de François-Adolphe Loève-Veimars, Louis-Émile Vanderburch et Auguste Romieu.

## Œuvres
- Scènes contemporaines, laissées par Madame la vicomtesse de Chamilly, Paris, Urbain Canel, J. Barbezat, Balzac, 1828, XVIII p. + 334 p.
- Scènes contemporaines et scènes historiques, laissées par Madame la vicomtesse de Chamilly, Paris, J. Barbezat, 1830, 408 p.